# Moraea vuvuzela
Espèce
Moraea vuvuzela est une espèce de plante du genre Moraea et de la famille des Iridaceae qui est endémique d'Afrique du Sud.

## Description
C'est une plante herbacée dont la fleur à la corolle jaune ou violacée a une forme d'entonnoir.
Elle vit surtout dans les terrains rocheux et marécageux.

## Répartition et habitat
Moraea vuvuzela est endémique d’Afrique du Sud, dans la province du Cap-Occidental, dans les environs de Worcester.

## Nomenclature et systématique
Découverte dans la région du Cap peu avant la Coupe du monde de football de 2010, elle a été baptisée « vuvuzela » par l'Institut sud-africain de la biodiversité nationale (en) (SANBI) pour sa ressemblance avec la corne utilisée par les supporters de football dans les stades d'Afrique du Sud et qui a acquis une renommée internationale lors de la compétition en devenant même son symbole en même temps qu'un sujet de controverses à cause du bourdonnement incessant qu'elle génère pendant les matchs. Ce nom permettait donc de faire honneur à la Coupe du monde de football — la première sur le continent africain —, tout en profitant de la publicité autour de celle-ci pour attirer l'attention sur le fait qu'elle soit menacée par l'agriculture et l'urbanisation.